# Leiomitra smaragdina
Leiomitra smaragdina là một loài rêu trong họ Trichocoleaceae. Loài này được Hässel de Menéndez mô tả khoa học đầu tiên năm 2002.